# NGC 5217
NGC 5217 é uma galáxia elíptica (E) localizada na direcção da constelação de Coma Berenices. Possui uma declinação de +17° 51' 26" e uma ascensão recta de 13 horas, 34 minutos e 05,9 segundos.
A galáxia NGC 5217 foi descoberta em 7 de Maio de 1826 por John Herschel.